# Genuchinus v-notatus
Genuchinus v-notatus är en skalbaggsart som beskrevs av John Obadiah Westwood 1874. Genuchinus v-notatus ingår i släktet Genuchinus och familjen Cetoniidae. Inga underarter finns listade i Catalogue of Life.